# Olympische Sommerspiele 2000/Teilnehmer (Lesotho)
| Gelbes Symbol für Goldmedaillen mit stilisierten Olympischen Ringen | Graues Symbol für Silbermedaillen mit stilisierten Olympischen Ringen | Braundes Symbol für Bronzemedaillen mit stilisierten Olympischen Ringen |
| ------------------------------------------------------------------- | --------------------------------------------------------------------- | ----------------------------------------------------------------------- |
| —                                                                   | —                                                                     | —                                                                       |

Lesotho nahm an den Olympischen Sommerspielen 2000 in der australischen Metropole Sydney mit sechs Athleten, zwei Frauen und vier Männer, teil.
Seit 1972 war es die siebte Teilnahme Lesothos an Olympischen Sommerspielen.

## Flaggenträger
Der Taekwondoin Mokete Mokhosi trug die Flagge Lesothos während der Eröffnungsfeier im Stadium Australia.

## Teilnehmer nach Sportarten

### Boxen
- Sebusiso Keketsi
Männer, Leichtgewicht – 60 kg: ausgeschieden in Runde eins gegen Kim Un-Chol aus Nordkorea
- Mosolesa Tsie
Männer, Weltergewicht – 69 kg: ausgeschieden in Runde eins gegen Steven Küchler aus Deutschland

### Leichtathletik
- Thabiso Moqhali
Männer, Marathon: Finale, 2:16:43 h (Platz 16)
- Lineo Shoai
Frauen, 200 Meter Sprint: 25,57 Sekunden (Platz 6 in ihrem Vorlauf)

### Taekwondo
- Mokete Mokhosi
Männer, Weltergewicht: ausgeschieden im Viertelfinale gegen N’Guessan Sebastien Konan aus der Elfenbeinküste
- Likeleli Alinah Thamae
Frauen, Fliegengewicht: ausgeschieden im Viertelfinale gegen Urbia Meléndez aus Kuba